# Audrey Long
Audrey Gwendoline Long (* 14. April 1922 in Orlando, Florida; † 19. September 2014 in Surrey, Vereinigtes Königreich) war eine US-amerikanische Schauspielerin.

## Leben und Karriere
Audrey Long erhielt nach ihrem Highschool-Abschluss ein Stipendium für die Schauspielschule von Max Reinhardt in Hollywood. In dieser Zeit arbeitete die brünette Schauspielerin auch zeitweise als Model. Sie begann ihre Filmkarriere im Jahr 1942 mit kleineren Nebenrollen. Ihre erste im Abspann erwähnte Rolle hatte sie als Krankenschwester in dem Kriegsfilm Eagle Squadron aus demselben Jahr. Einen ihrer ersten größeren Auftritte hatte sie in dem Western Mit Büchse und Lasso an der Seite von John Wayne. Sie wurde in den 1940er-Jahren eine gut beschäftigte Hauptdarstellerin von B-Filmen bei RKO Pictures, ohne jemals den großen Durchbruch zum Hollywood-Star zu schaffen. Sie spielte unter anderem 1947 in den Film noirs In der Klemme von Anthony Mann und Born to Kill von Robert Wise. Im Westerngenre war sie die Filmpartnerin von Cameron Mitchell in Adventures of Gallant Bess (1948) und von George Montgomery in Teufel der weißen Berge (1952). Im Jahr 1952 beendete sie ihre Filmkarriere und kehrte nur noch für eine winzige Rolle in Billy Wilders Ariane – Liebe am Nachmittag (1957) auf die Leinwand zurück.
Von 1952 bis zu dessen Tod 1993 war Long mit dem Schriftsteller Leslie Charteris, dem Schöpfer von Simon Templar, verheiratet. Nach der Heirat beendete Long ihre Schauspielkarriere und das Paar zog nach England. Long starb im September 2014 im Alter von 92 Jahren, sie hinterließ eine Tochter und drei Enkel.

## Filmografie
- 1942: Thema: Der Mann (The Male Animal)
- 1942: Yankee Doodle Dandy
- 1942: Eagle Squadron
- 1942: Abbott und Costello unter Kannibalen (Pardon My Sarong)
- 1942: The Great Impersonation
- 1944: A Night of Adventure
- 1944: Mit Büchse und Lasso (Tall in the Saddle)
- 1945: Pan-Americana
- 1945: Wanderer of the Wasteland
- 1945: A Game of Death
- 1946: Perilous Holiday
- 1947: Born to Kill
- 1947: In der Klemme (Desperate)
- 1948: Song of My Heart
- 1948: Perilous Waters
- 1948: Stage Struck
- 1948: Miraculous Journey
- 1948: Homicide for Three
- 1948: Adventures of Gallant Bess
- 1949: Duke of Chicago
- 1949: Air Hostess
- 1949: Post Office Investigator
- 1949: Alias the Champ
- 1950: Trial Without Jury
- 1950: David Harding, Counterspy
- 1950: Das skandalöse Mädchen (The Petty Girl)
- 1951: Blue Blood
- 1951: Insurance Investigator
- 1951: Reiter gegen Sitting Bull (Cavalry Scout)
- 1951: Sunny Side of the Street
- 1951: The Bigelow Theatre (Fernsehserie, Folge 2x07)
- 1952: Teufel der weißen Berge (Indian Uprising)
- 1957: Ariane – Liebe am Nachmittag (Love in the Afternoon)